# Hetum II. Kilikijski
Hetum II.  (armensko Հեթում Բ, latinizirano: Hettum II.) je bil od leta 1289 do 1293, 1295 do 1296 in 1299 do 1303 kralj Armenskega kraljestva Kilikije, * 1266, † 17. november 1307. 
Armenska Kilikija je bila v tem času podložna država Mongolskega cesarstva. Hetum je dvakrat odstopil, da bi se zaobljubil frančiškanom, a je obakrat ostal na oblasti kot "veliki baron Armenije" in kasneje kot regent za svojega nečaka Leona III.
Bil je sin armenskega kralja Leona II. in kraljice Keran, vnuk kralja Hetuma I. in član dinastije Hetumidov. Hetuma II. je skupaj z nečakom in naslednikom Leonom III. umoril mongolski general Bilargu, ki ga je zaradi tega kasneje usmrtil mongolski ilkanidski vladar Oldžejtu.

## Prvo vladanje
Kilikijska Armenija je bila na podlagi sporazuma, ki ga je sklenil Hetumov stari oče Hetum I., od leta 1247 vazalna država Mongolskega cesarstva. V skledu s sporazumom je redno dobavljala vojake Mongolskemu cesarstvu in sodelovala v bitkah proti Mamelukom in drugim islamskim entitetam. 
Hetum II. je prevzel prestol v zgodnjih dvajsetih letih leta 1289, ko mu je umrl oče. Kilikijska Armenija se je zakrat znašla v kočljivem položaju med velikimi silami, saj je balansirala med prijateljskimi odnosi s krščanskimi evropskimi križarji in Bizantinskim cesarstvom, agresijo turških Karamanidov na zahodu,  turškega Sultanata Rum na severu, vazalnim odnosom z agresivnim Mongolskim cesarstvom na vzhodu in obrambo pred napadi muslimanskega Mameluškega sultanata iz Egipta z juga. Križarske vojne so izgubile evropsko podporo in se umirjale, islamske sile pa so se iz mameluškega Egipta širile proti severu in ponovno zavzele ozemlje, ki so ga posedovali  križarji in Mongoli, ter ustavile napredovanje Mongolov proti jugu. 
Leta 1289 so med armenske kristjane kot misijonarji prišli frančiškan Angelo da Clareno in nekaj drugih frančiškanskih duhovnikov. V Italiji so bili večkrat zaprti zaradi ostrega obsojanja razkošja v Cerkvi in so zato pridobili naklonjenost armenskega dvora. Hetum je svetega Tomaža Tolentinskega poslal v Rim, Pariz in London, da bi pozival na novo križarsko vojno v podporo Armencem. Podpore ni dobil, a se je vrnil z nekaj duhovniki, da bi podprli misijo in se zavzeli za ponovno združitev Armenske cerkve z Rimskokatoliško cerkvijo. 
Leta 1292 je kilikijsko Armenijo napadel al-Ašraf Halil, mameluški sultan Egipta. Njegov oče, mameluški sultan Kalavun, je že prej prelomil sporazum iz leta 1285 in zahteval predajo armenskih mest Maraš in Behesni. Kalavun je še pred koncem pohoda umrl. Halil je nadaljeval očetovo napredovanje proti severu in leta 1291 v bitki pri Akri osvojil Jeruzalemsko kraljestvo. Halilove sile so zatem izropale armensko mesto Hromgla, ki ga je branil Hetumov stric Rajmond, a je po 33 dneh obleganja padlo. Da bi preprečil nadaljnje pustošenje, je Hetum II. Mamelukom prepustil mesta Maraš, Behesni in Tel Hamdun. 
Leta 1293 je Hetum abdiciral v korist svojega brata Torosa III. in vstopil v frančiškanski samostan v Mamistri, a je ostal politično aktiven in se pogajal z egiptovskim voditeljem Ketbugo o vrnitvi ujetnikov, ki so bili odpeljani iz Hromgle, pa tudi o nekaterih cerkvenih relikvijah, ki so bile izropane.

## Drugo vladanje
Leta 1295 je Toros III. prosil Hetuma, naj ponovno prevzame prestol in pomaga obnoviti mongolsko zavezništvo. Hetum se je odpravil na dolgo pot v mongolsko prestolnico Karakorum in uspešno pridobil pomoč Mongolov. Ko se je leta 1296 vrnil v Armenijo, je iz Bizantinskega cesarstva prišla ponudba za sklenitev zakonske zveze. Hetum in Toros sta Armenijo prepustila svojemu bratu Smbatu in odpotovala v Konstantinopel, da bi z bizantinskim cesarjem Mihaelom IX. Paleologom poročila svojo sestro Rito. Med njuno odsotnostjo je Smbat s pomočjo brata Konstantina prevzel armenski prestol. Hetuma in Torosa so po vrnitvi v Cezareji ujeli in zaprli v trdnjavo Parcerpert. Tam je Hetum delno oslepel zaradi kavterizacije. Torosa so leta 1298 v Parcerpertu umorili, Konstantin pa se je obrnil proti Smbatu in si prisvojil prestol. Smbata je zaprl in Hetuma osvobodil.

## Tretje vladanje
Leta 1299 je Hetum, ki je delno okreval od slepote, odstavil Konstantina in ponovno prevzel krono. Kmalu zatem je ponovno poiskal pomoč pri Gazanovih Mongolih in se boril proti Mamelukom v Siriji. Združene sile so decembra 1299 dosegle veliko zmago v bitki pri Vadi al-Hazandarju, včasih imenovani bitka pri Homsu, in zavzele Damask. Hetum je ponovno pridobil vse armensko ozemlje, ki so ga zasedli Mameluki. Skupina Mongolov se je odcepila od Gazanove vojske in nekajkrat vpadla  v Palestino, zasledovala umikajoče se egiptovske mameluške čete vse do Gaze in jih potisnila nazaj v Egipt. 
Po armenskih izročilih je Hetum leta 1300 morda obiskal Jeruzalem, v kar zgodovinarji nekoliko dvomijo, ker bi dogodek lahko bil del armenske propagande: 
"Armenski kralj se je po vrnitvi z napada na sultana odpravil v Jeruzalem. Ugotovil je, da so Tatari, ki so [tja] prispeli pred njim, vse sovražnike pregnali v beg ali iztrebili. Ko je vstopil v Jeruzalem, je zbral kristjane, ki so se iz strahu skrivali v jamah. V petnajstih dneh, ki jih je preživel v Jeruzalemu, je v Svetem grobu prirejal krščanske obrede in slovesna praznovanja. Obiski romarskih krajev so ga zelo tolažili. Še vedno je bil v Jeruzalemu, ko je od kana prejel potrdilo, ki mu je podeljevalo Jeruzalem in okolico. Nato se je vrnil k Gazanu v Damask in tam preživel zimo."
—  Nerses Balienc
Če pustimo ugibanja ob strani, so se Mongoli nekaj mesecev pozneje umaknili proti severu, Mameluki pa so z malo odpora ponovno zavzeli Palestino. 
Hetumovi uspehi proti Mamelukom so bili kratkotrajni, saj so Mameluki leta 1303 iz Egipta izvedli protinapad. Armenci so se ponovno združili s precejšnjo mongolsko vojsko 80.000 mož in bili 30. marca 1303 poraženi v bitki pri Homsu in nato v odločilni bitki pri Šahabu (Merdž-us-Safer) južno od Damaska 21. aprila 1303.  Ta pohod velja za zadnjo večjo mongolsko invazijo na Sirijo.  Hetum se je umaknil na Gazanov dvor v Mosulu in se nato znova odpovedal kroni. Ker je bil njegov brat Toros III. leta 1298 ubit, je Hetum krono predal Torosovemu mladoletnemu sinu Leonu III. Sam se je umaknil v samostan, vendar je obdržal funkcijo regenta Armenije.

## Kasnejša leta
Leta 1304 so Mameluki želeli kaznovati Armence zaradi zavezništva z Mongoli in ponovno napadli Kilikijsko Armenijo. Osvojili so vsa ozemlja, ki so jih Armenci pridobili med mongolsko invazijo. 
Zveza Armenskega kraljestva Kilikija z Mongolskim cesarstvom se je nadaljevala, motivirana tako s potrebo po zaščiti pred seldžuškim Sultanatom Rum na zahodnih mejah kot tudi z lastnim interesom pridobiti ozemlja na vzhodu.  Po spreobrnitvi mongolskega Ilkana Gazana v islam leta 1295 je njegov naslednik Oldžejtu manj nadziral oddaljene države pod mongolsko zaščito in zmanjšal vojaške pohode proti Mamelukom v Siriji. Po sodobnih arabskih in perzijskih poročilih je Bilargu, eden od Oldžejtujevih generalov in pobožen musliman, nakazal svojo namero, da bo v mestu Sis, ki je bilo še vedno del krščanske Armenije, postavil mošejo, morda kot del širšega načrta, da bi provinco dobil pod svoj nadzor. Hetum je svoje pomisleke glede tega načrta izrazil v pismu Oldžejtuju. Bilargu je izvedel za Hetumovo pismo in Hetuma 17. novembra 1307 poklical na posvet bodisi na banket v tabor pod obzidjem kraljeve trdnjave Anazarbus v Kilikiji. Po Hetumovem prihodu so Hetuma, njegovega nečaka, kralja Leona III., in približno štirideset plemičev njunega spremstva na banketu umorili. Po poboju je Hetumov brat Ošin zasedel Sis. Oldžejtuja je obvestil o Bilargujevi izdaji in  Oldžejtu je ukazal usmrtiti  Bilarguja in njegove vojake. Ošina je potrdil za novega armenskega kralja.